# Jules Hardouin-Mansart
Jules Hardouin-Mansart (n. 16 aprilie 1646, Paris, Regatul Franței – d. 11 mai 1708, Marly-le-Roi, communauté d'agglomération Saint-Germain Seine et Forêts⁠(d), Franța) a fost un arhitect francez, unul dintre cei mai importanți arhitecți europeni ai secolului al XVII-lea, reprezentant al arhitecturi în stil baroc franceze. 

## Biografie
Jules Hardouin s-a născut la Paris și a studiat cu unchiul său François Mansart, de la care a moștenit planurile și detaliile lucrărilor sale și, de asemenea, i-a preluat numele Mansart. A mai studiat cu Libéral Bruant, arhitectul Domului Invalizilor.
Jules Hardouin a fost arhitectul șef al lui Ludovic al XIV-lea lucrând la extinderea castelului Saint-Germain-en-Laye, apoi la Palatul Versailles din anul 1675 a construit aripa din nord și aripa din sud. A proiectat și construit capela regală, împreună cu Robert de Cotte în anul 1710 și Galeria Oglinzilor împreună cu Charles Le Brun.
A participat la construcția Grand Trianonului, împreună cu Louis Le Vau, a oranjeriei și alte reședințe regale, precum Castelul Marly (început în anul 1679).
Printre realizările sale din Paris sunt Pont-Royal, Église Saint-Roch, biserica Domul Invalizilor (1680), Place des Victoires (1684–1686) și Place Vendôme (1690).

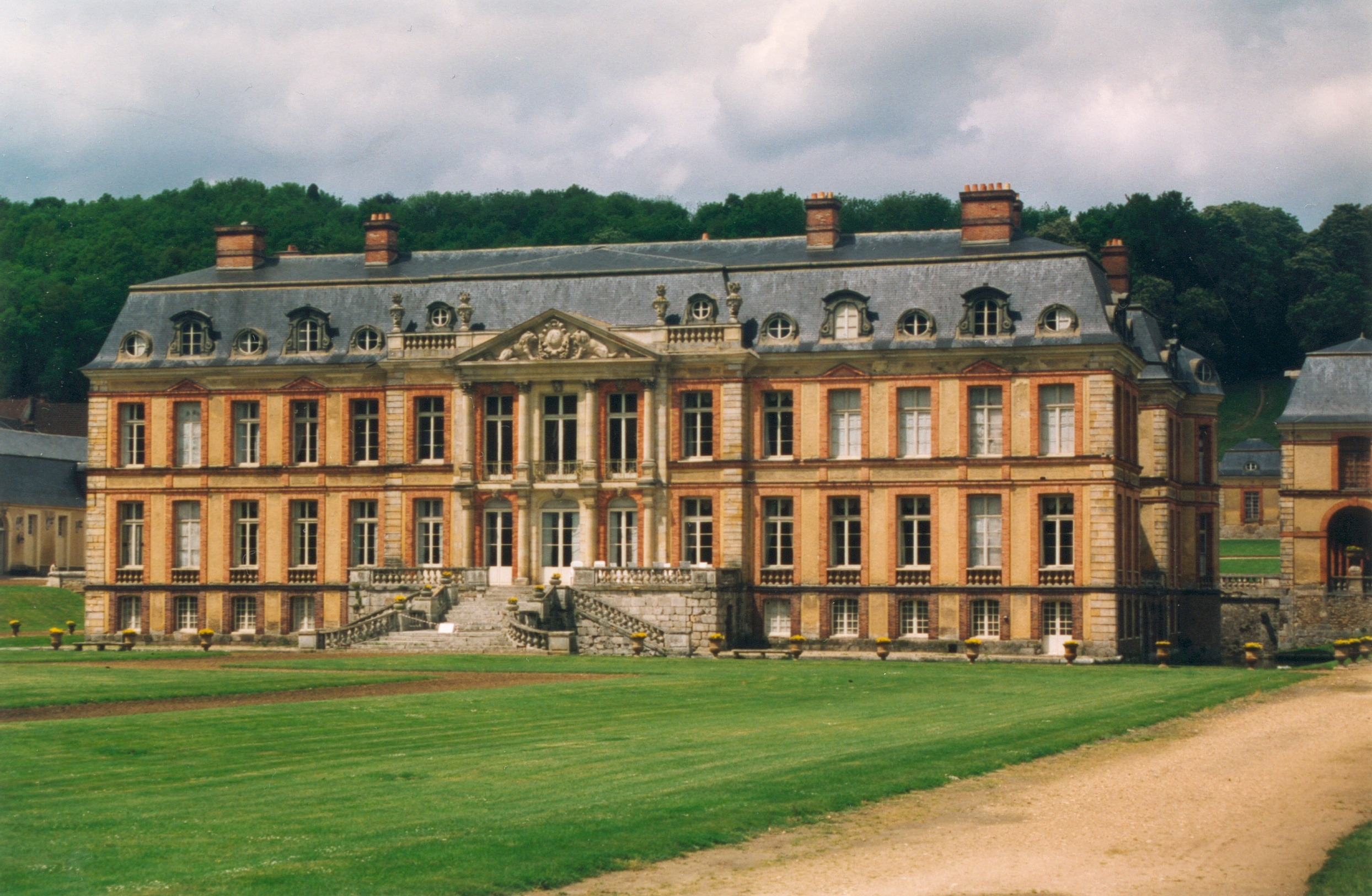
Castelul Dampierre

Hardouin-Mansart a proiectat un acoperiș mansardă la castelul Dampierre-en-Yvelines, construit pentru Charles Honoré d'Albert, duce de Luynes, ginerele lui Jean-Baptiste Colbert. 
A murit la Marly-le-Roi în 1708.

## Galerie

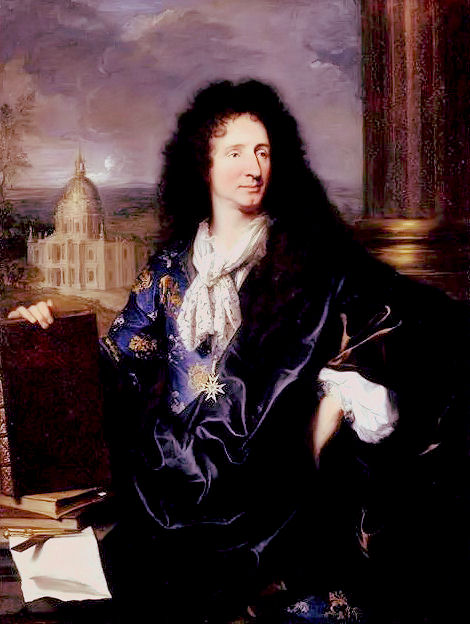
Portret al lui Hardouin-Mansart de Hyacinthe Rigaud.
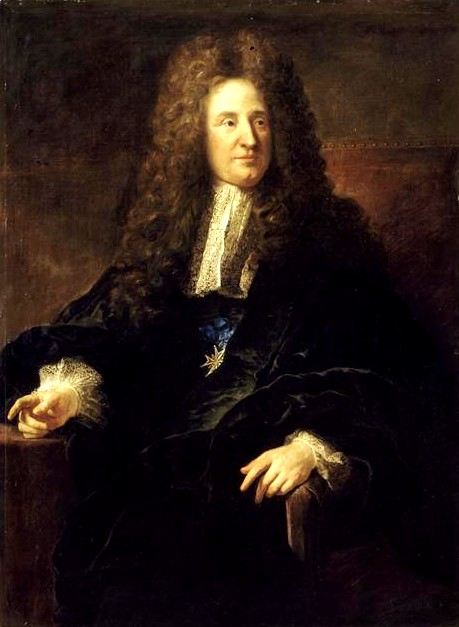
Portret al lui Hardouin-Mansart de François de Troy.
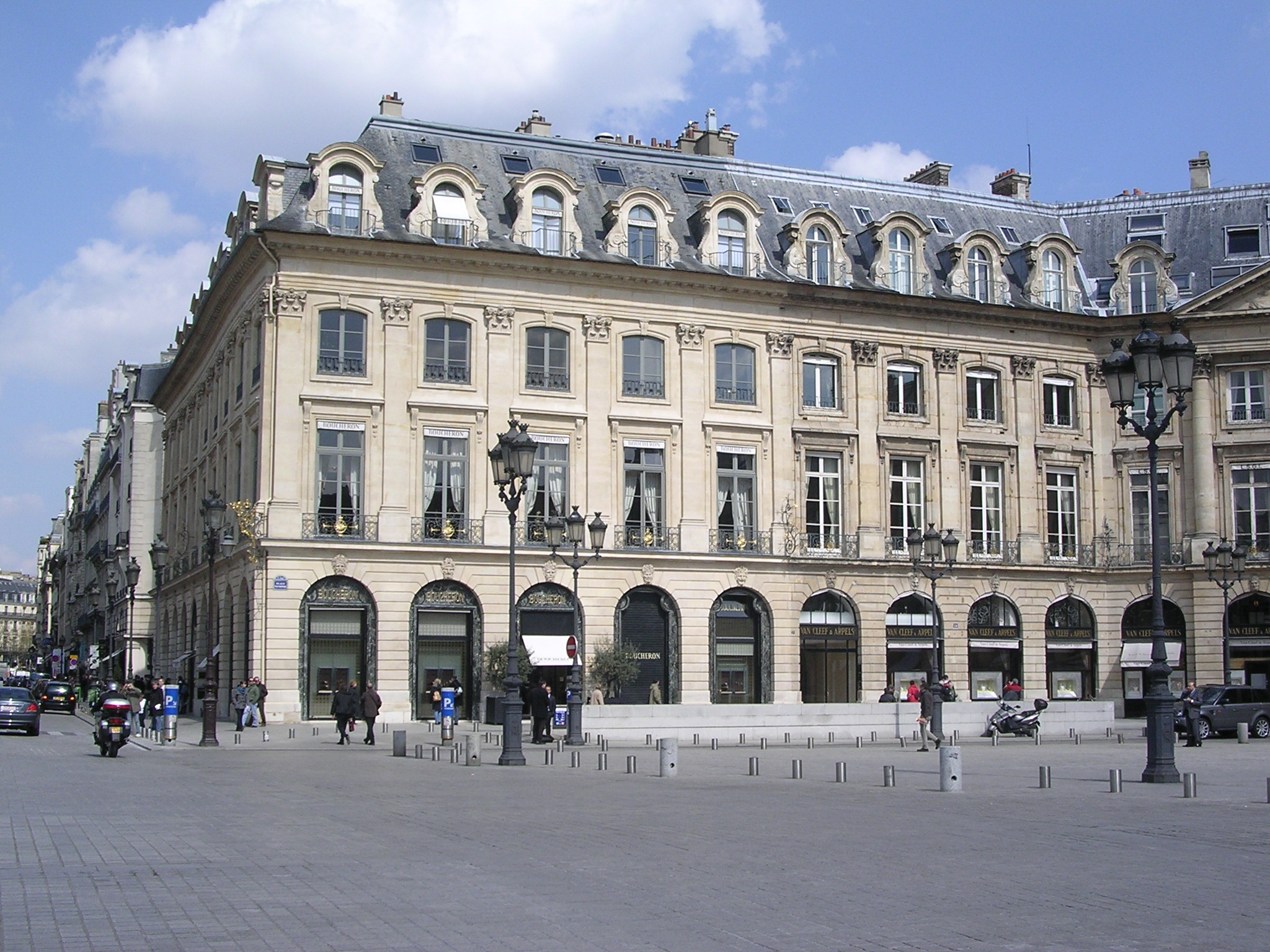
Place Vendôme din Paris de Hardouin-Mansart.
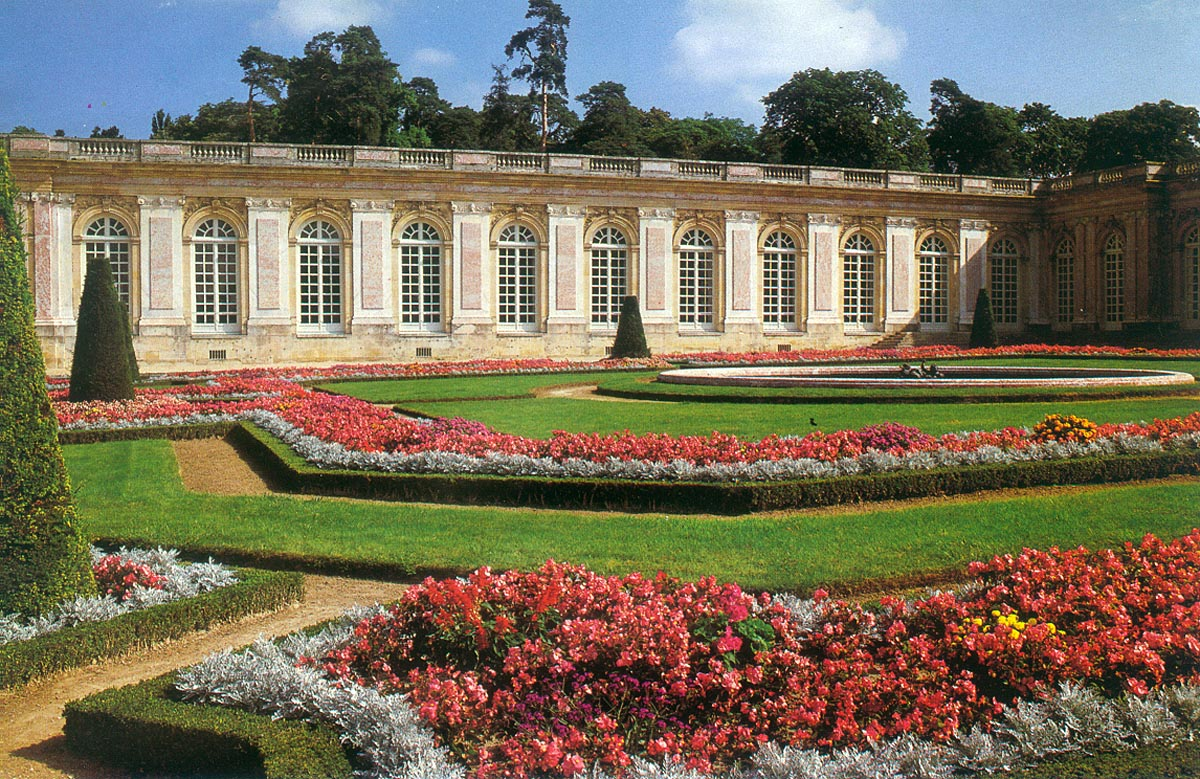
Grand Trianon din Versailles.
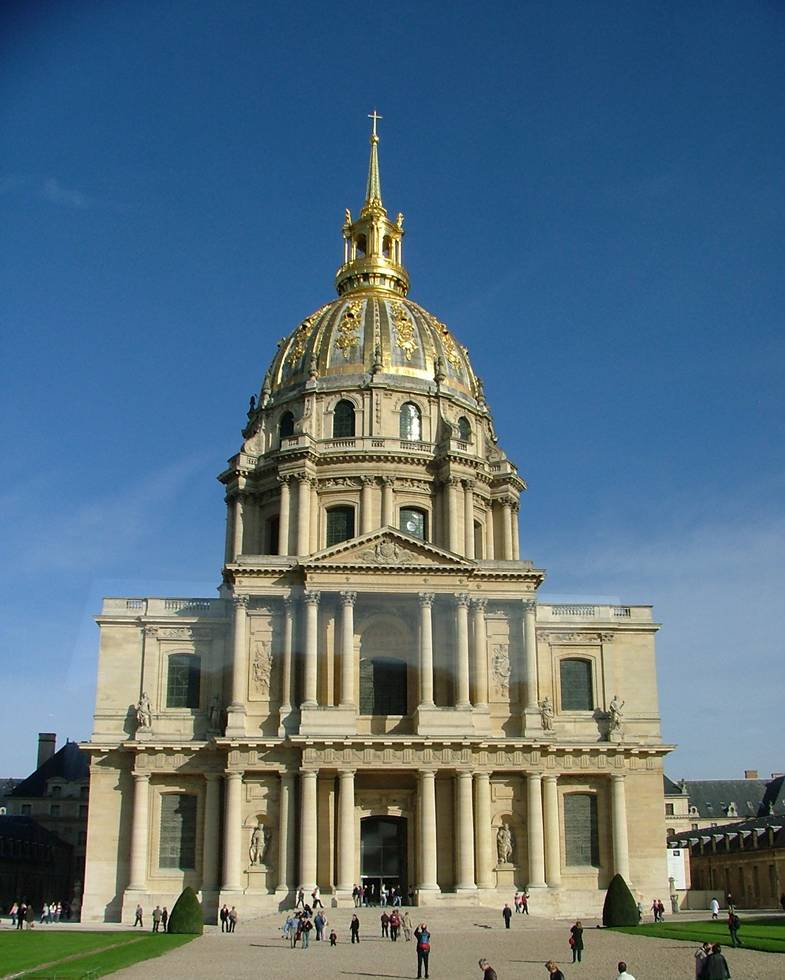
Biserica Domul Invalizilor din Paris